# Vanuatui vatu
A vatu Vanuatu hivatalos pénzneme.
Az 1000 Vatun egy dél-csendes-óceáni csónak látható. Az 5000 Vatun egy fából ácsolt toronyból leugró férfi látható. Ez az ugrás Vanuatun hagyományosan a férfivá válás próbája. Ebből alakult ki a Bungee-Jumping.

## Története
2010. július 29-én vezették be a 10 000 vatus polimer alapú bankjegyet az ország függetlenségének 30. évfordulója alkalmából.

## Érmék
2015 augusztusában új érmesorozatot bocsátottak ki. Az érméket a Royal Australian Mint állítja elő.
| Névérték | Műszaki paraméterek | Műszaki paraméterek | Műszaki paraméterek    | Leírás     | Leírás                                        | Leírás | Dátumok    | Dátumok    | Dátumok     | Dátumok |
| Névérték | Átmérő              | Tömeg               | Összetétel             | Perem      | Előlap                                        | Hátlap | Első veret | Kibocsátás | Visszavonás |         |
| -------- | ------------------- | ------------------- | ---------------------- | ---------- | --------------------------------------------- | ------ | ---------- | ---------- | ----------- | ------- |
| 5 vatu   | 19 mm               | 2,82 g              | rézzel bevont acél     | sima       | névérték, hagyományos kenu                    | ?      | 2015       | 2015       | forgalomban |         |
| 10 vatu  | 21 mm               | 3,64 g              | nikkellel bevont acél  | sima       | névérték, pálmatolvaj                         | ?      | 2015       | 2015       | forgalomban |         |
| 20 vatu  | 24,2 mm             | 5,47 g              | nikkellel bevont acél  | recés      | névérték, jifs (hagyományos közösségi vezető) | ?      | 2015       | 2015       | forgalomban |         |
| 50 vatu  | 27 mm               | 9,19 g              | nikkellel bevont acél  | recés      | névérték, kávénövény                          | ?      | 2015       | 2015       | forgalomban |         |
| 100 vatu | 23,25 mm            | 6,84 g              | alumínium, zink, bronz | kerekített | névérték, a parlament épülete                 | ?      | 2015       | 2015       | forgalomban |         |

## Bankjegyek

### 2014-es sorozat
2014. július 9-én új, polimer alapú bankjegyeket bocsátottak ki.
| Névérték   | Méret       | Szín                       | Leírás                                         | Leírás                              | Dátumok   | Dátumok           | Dátumok     |
| Névérték   | Méret       | Szín                       | Előoldal                                       | Hátoldal                            | Nyomtatás | Kibocsátás        | visszavonás |
| ---------- | ----------- | -------------------------- | ---------------------------------------------- | ----------------------------------- | --------- | ----------------- | ----------- |
| 200 vatu   | 130 x 65 mm | kék, zöld, ibolya          | melanéziai ember lándzsával, az ország térképe | öt ülő ember egy vanuatui ház előtt | 2014      | 2014. június 9.   | forgalomban |
| 500 vatu   | 135 x 65 mm | lila                       | melanéziai ember lándzsával, az ország térképe | táncosok                            | 2017      | 2017. október 27. | forgalomban |
| 1000 vatu  | 140 x 65 mm | barna, zöld, ibolya        | melanéziai ember lándzsával, az ország térképe | négy farmer, szarvasmarhák          | 2014      | 2014. június 9.   | forgalomban |
| 2000 vatu  | 145 x 65 mm | narancsssárga, barna, zöld | melanéziai ember lándzsával, az ország térképe | három madár, vízesés                | 2014      | 2014. június 9.   | forgalomban |
| 5 000 vatu | 150 x 65 mm | sárga, zöld                | melanéziai ember lándzsával, az ország térképe | Vanuatu térképe                     | 2017      | 2017. július 28.  | forgalomban |

### Emlékbankjegyek
| Névérték    | Méret       | Szín | Leírás            | Leírás                | Dátumok   | Dátumok          |
| Névérték    | Méret       | Szín | Előoldal          | Hátoldal              | Nyomtatás | Kibocsátás       |
| ----------- | ----------- | ---- | ----------------- | --------------------- | --------- | ---------------- |
| 10 000 vatu | 155 x 65 mm | kék  | melanéziai harcos | központi bank épülete | 2010      | 2010. június 28. |

## Külső hivatkozások
- bankjegyek